# باشگاه فوتبال مویک باکو
باشگاه فوتبال مویک باکو (به لاتین: MOIK Baku) یک تیم فوتبال در جمهوری آذربایجان است.